# Arturo Martini

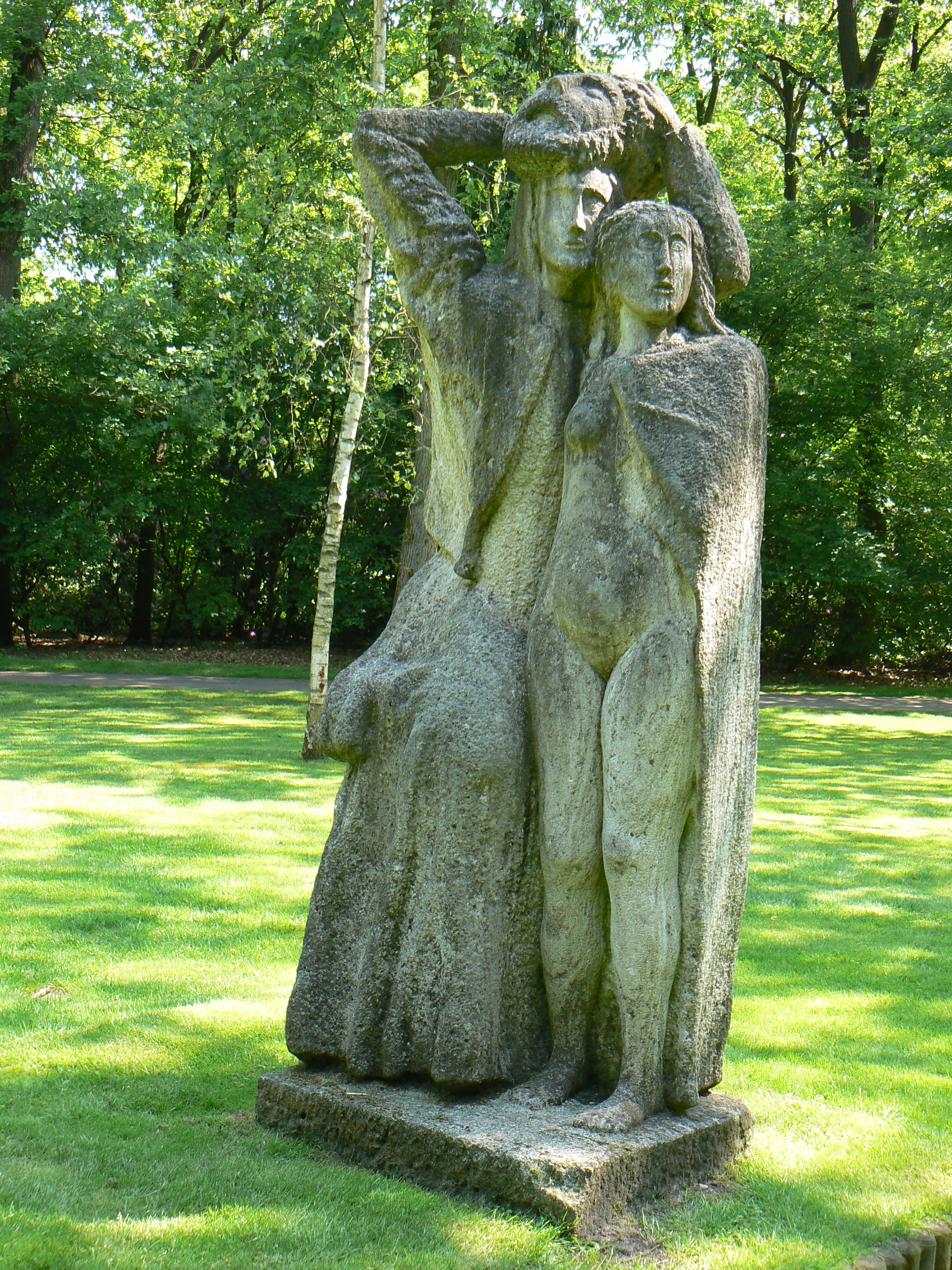
Giuditta e Oloferne (1932/3) in het beeldenpark van het Kröller-Müller Museum

Arturo Martini (Treviso, 11 augustus 1889 – Milaan, 22 maart 1947) was een Italiaanse beeldhouwer.

## Leven en werk
Martini kreeg gedurende zijn jeugd in Treviso een opleiding als goudsmid en keramist. In 1905 wilde hij beeldhouwer worden en ging in de leer bij de lokale beeldhouwer Antonio Carlini. Hij stelde nog in hetzelfde jaar acht werken tentoon in Treviso. In 1907 bezocht hij voor de eerste keer Parijs met de schilder Gino Rossi, met wie hij zijn gehele leven bevriend zou blijven. In 1908 ging hij beeldhouwkunst studeren bij Urbano Nono aan de Accademia di Belle Arti di Venezia in Venetië. Hij zette in 1909 zijn studie voort bij Adolf von Hildebrand in München, waar hij beïnvloed werd door het expressionisme. Een van zijn eerste werken was het expressionistische La puttana uit 1909/1913 (Galleria d'Arte Moderna di Ca' Pesaro). Met Rossi exposeerde hij bij de Galleria Internazionale d'Arte Moderna in het Ca' Pesaro in Venetië. In 1912 bezocht hij met Rossi nogmaals Parijs om daar voor het eerst te exposeren gedurende de internationale Salon d'Automne. Tijdens de Eerste Wereldoorlog was Martini tewerkgesteld in een munitiefabriek, waar hij leerde metaalgieten.
Zoals vele andere Italiaanse kunstenaars, die braken met de klassieke kunstopvatting en kennis hadden gemaakt met de avantgardistische stromingen, sloot hij zich in 1926 aan bij de in 1922/1923 gestichte beweging Novecento Italiano. In 1931 nam hij deel aan de Quadriennale di Roma, waar hij de grote prijs kreeg in de afdeling beeldhouwkunst. Hij kreeg opdrachten voor officiële werken van de overheid (monumenten en gedenktekens) en maakte in 1937 het grote reliëf Giustizia corporativa voor het paleis van justitie in Milaan, een werk waar hij zelf zeer ambivalent tegenover stond. Later in de dertiger jaren ging hij schilderen en in 1939 gaf hij het beeldhouwen tijdelijk op. In de jaren na 1941 maakte hij nog enkele werken in opdracht. In 1945 beschreef hij zijn houding tegenover de beeldhouwkunst in het boek La scultura, lingua morta (Beeldhouwkunst, een dode taal). In 1946 creëerde hij zijn laatste sculptuur, Palinuro of Bozzetto per il Palinuro, een monument voor een jonggestorven partizaan.
Het werk van Martini was traditioneel figuratief, classicistisch maar later ook modernistisch, en had grote invloed op moderne Italiaanse beeldhouwers als Marino Marini, Emilio Greco, Marcello Mascherini en Pericle Fazzini. Martini werkte in brons, carraramarmer, hout en terracotta.

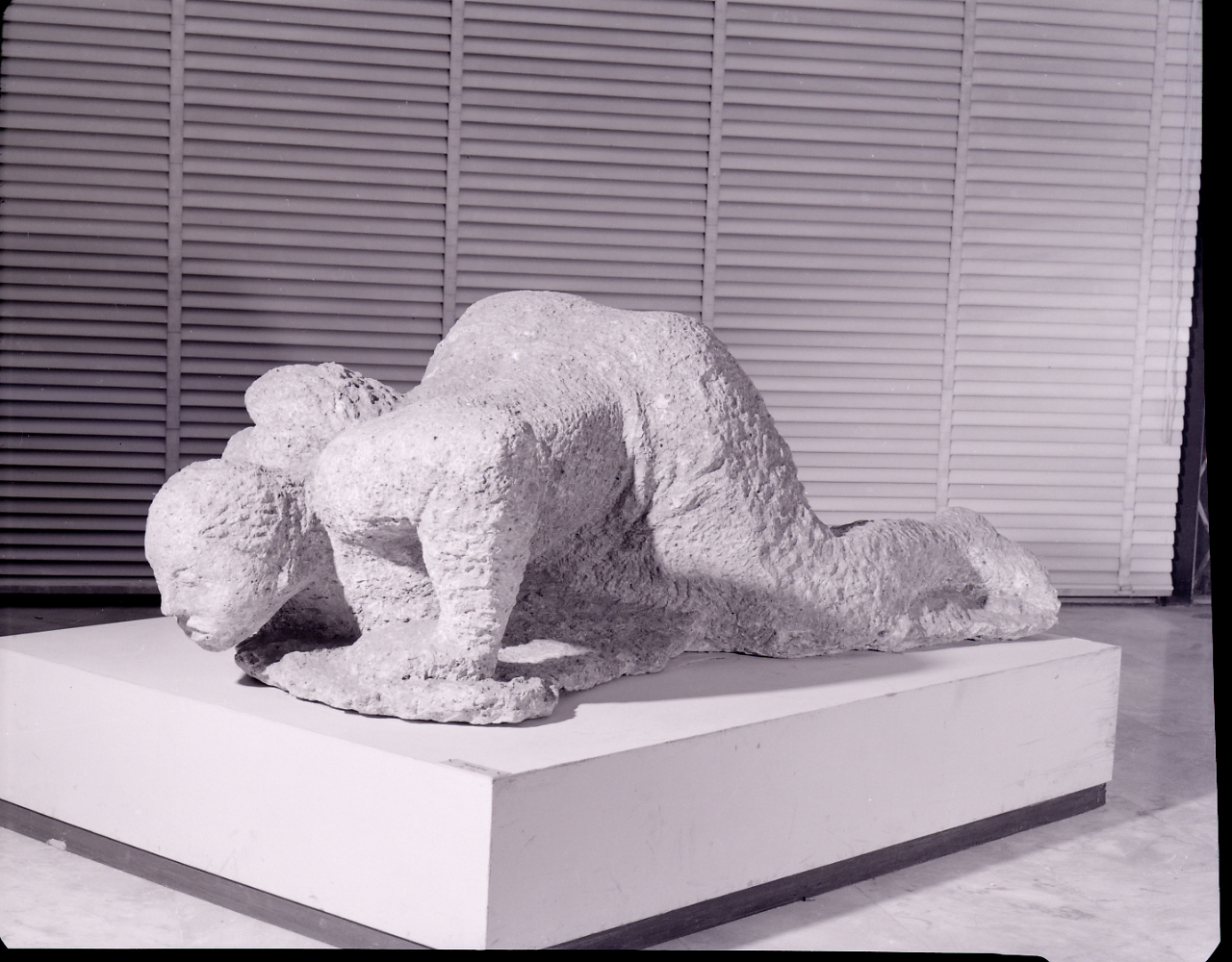
La sete, 1934. Foto Paolo Monti (Fondo Paolo Monti, BEIC)

Foto de Paolo Monti, Milano, 1963
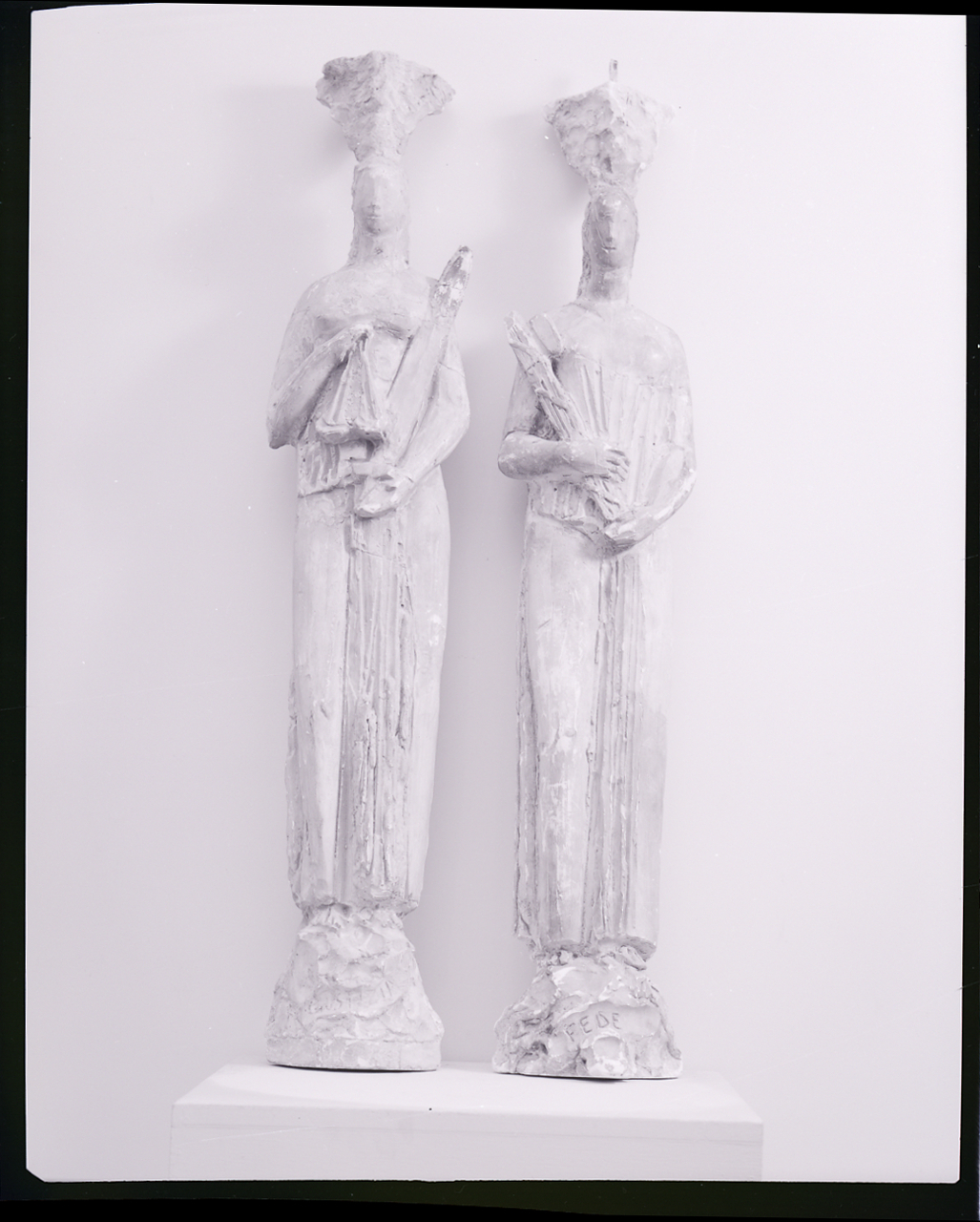
Terracotta. Galleria Il Milione
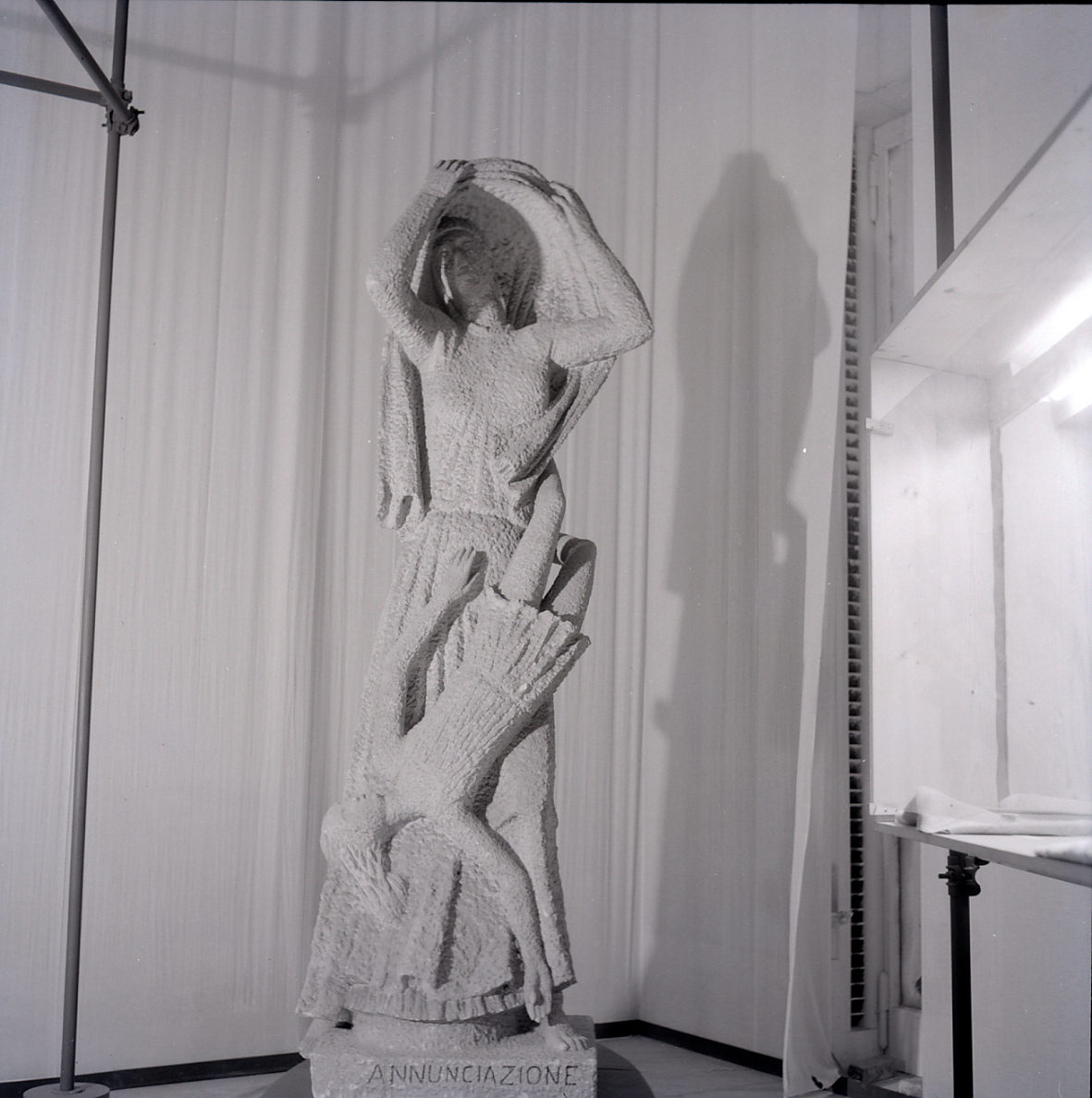
Annunciazione
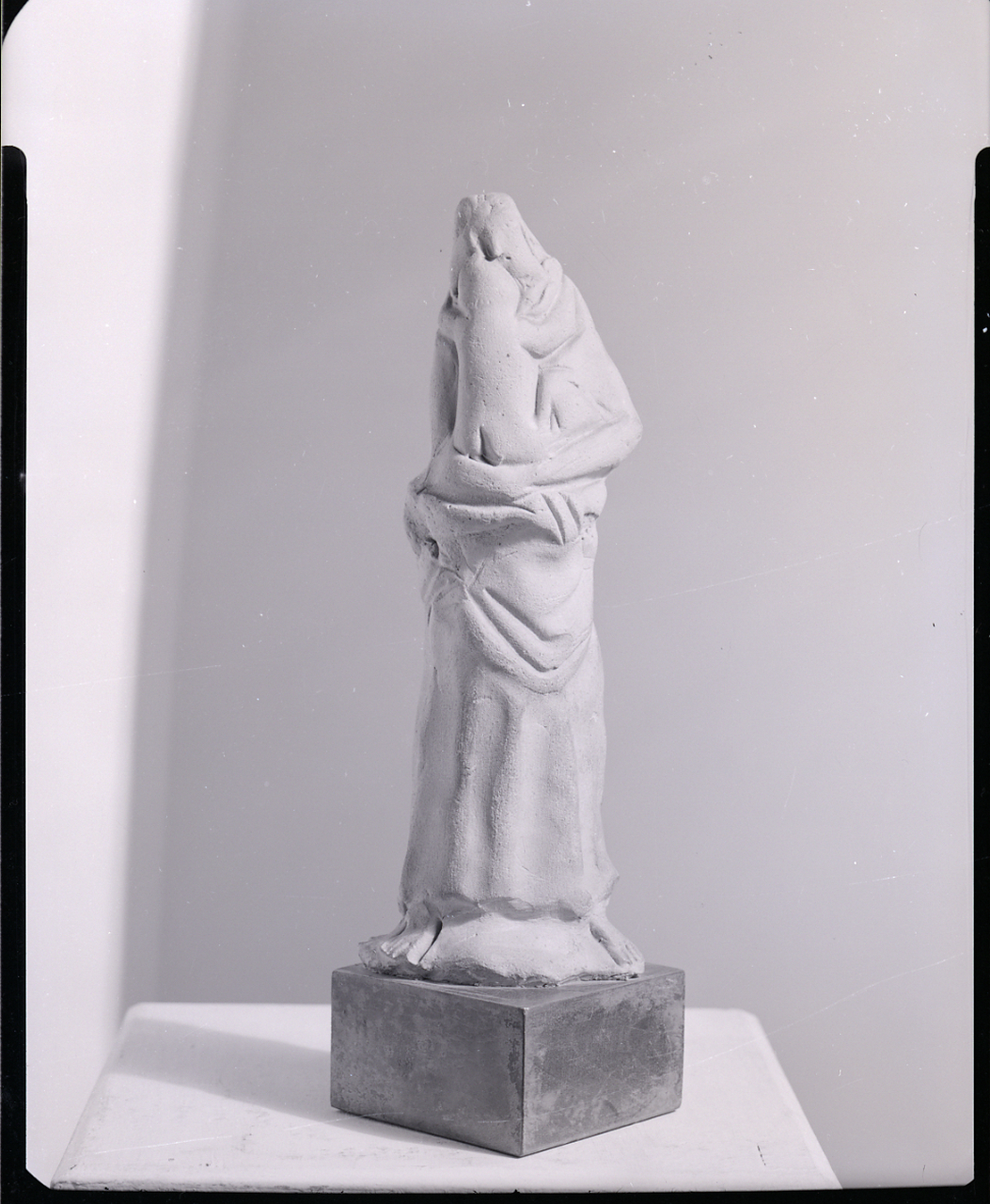

## Werken in Nederland en België
- Beeldenpark van het Kröller-Müller Museum in Otterlo : Giuditta e Oloferne (1932/33) - verworven in 1960.
- Openluchtmuseum voor beeldhouwkunst Middelheim in Antwerpen: diverse terracottabeelden van Arturo Martini in het Middelheim Museum, die de kern van de collectie vormen, onder andere Gare invernali (1931), Chiaro di luna (1932) en Giochi invernali.